# بازیان
بازیان (بالكردية: بازیان)‏ هي مدينة عراقية ومركز قضاء في محافظة السليمانية شمال العراق.